# Antonia Ibarra i Cous
Antonia Ibarra i Cous (Cervera, 1739-1805) fou una impressora catalana. Com amb els tallers tipogràfics familiars dels Piferrer o dels Jolis-Pla a Barcelona, la prestigiosa impremta de la Universitat de Cervera assolí, durant el segle xviii, la seua màxima esplendor en mans d'una dona, Antonia Ibarra.

## Biografia
La filla de Manuel Ibarra Marín (que encapçalà el taller des de 1735-1759), regí el taller al morir la seua mare, Maria Antonia Cous, que ja des de 1759 i fins a 1776, dirigia el taller tipogràfic. Antonia participà abans de la mort dels seus pares dels treballs tipogràfics del taller familiar, i els continuà fins a la seua mort. Es pot pensar que el treball que poguera definir a les dones en el taller Ibarra, a la mare i a la filla, es confon amb el treball del marit o amb la intel·lectualitat de la universitat. Això no obstant, examinant la planificació, l'organització i altres manifestacions del treball d'una impressora —com Antonia Ibarra— en el taller tipogràfic, ens acostem a la història d'una impressora, valorada en la seva època.
Antonia Ibarra no és un “afegit” en la història de la impremta familiar. No és només la persona que manté la impremta sense defallir durant dècades, sinó que és la impressora sense la qual la impremta s'haguera afeblit i després s'hauria ensorrat.